# Corea del Sud ai Giochi olimpici
La Corea del Sud ha partecipato per la prima volta ai Giochi olimpici nel 1948.
Il paese ha ospitato i Giochi estivi di Seul 1988 e quelli invernali di Pyeongchang 2018.
Gli atleti sud-coreani hanno vinto complessivamente 286 medaglie ai Giochi olimpici estivi e 79 ai Giochi olimpici invernali.
Il Comitato Olimpico Coreano, creato nel 1946, venne riconosciuto dal CIO nel 1947.

## Medaglieri

### Medaglie alle Olimpiadi estive
| Giochi                        | Oro              | Argento          | Bronzo           | Totale           |
| ----------------------------- | ---------------- | ---------------- | ---------------- | ---------------- |
| 1948 Londra                   | 0                | 0                | 2                | 2                |
| 1952 Helsinki                 | 0                | 0                | 2                | 2                |
| 1956 Melbourne                | 0                | 1                | 1                | 2                |
| 1960 Roma                     | 0                | 0                | 0                | 0                |
| 1964 Tokyo                    | 0                | 2                | 1                | 3                |
| 1968 Città del Messico        | 0                | 1                | 1                | 2                |
| 1972 Monaco                   | 0                | 1                | 0                | 1                |
| 1976 Montreal                 | 1                | 1                | 4                | 6                |
| 1980 Mosca                    | non partecipante | non partecipante | non partecipante | non partecipante |
| 1984 Los Angeles              | 6                | 6                | 7                | 19               |
| 1988 Seul (nazione ospitante) | 12               | 10               | 11               | 33               |
| 1992 Barcellona               | 12               | 5                | 12               | 29               |
| 1996 Atlanta                  | 7                | 15               | 5                | 27               |
| 2000 Sydney                   | 8                | 10               | 10               | 28               |
| 2004 Atene                    | 9                | 12               | 9                | 30               |
| 2008 Pechino                  | 13               | 12               | 8                | 33               |
| 2012 Londra                   | 13               | 8                | 7                | 28               |
| 2016 Rio de Janeiro           | 9                | 3                | 9                | 21               |
| 2020 Tokyo                    | 6                | 4                | 10               | 20               |
| 2024 Parigi                   | 13               | 9                | 10               | 32               |
| Totale                        | 109              | 100              | 111              | 320              |

### Medaglie alle Olimpiadi invernali
| Giochi                               | Oro              | Argento          | Bronzo           | Totale           |
| ------------------------------------ | ---------------- | ---------------- | ---------------- | ---------------- |
| 1948 St. Moritz                      | 0                | 0                | 0                | 0                |
| 1952 Oslo                            | non partecipante | non partecipante | non partecipante | non partecipante |
| 1956 Cortina d'Ampezzo               | 0                | 0                | 0                | 0                |
| 1960 Squaw Valley                    | 0                | 0                | 0                | 0                |
| 1964 Innsbruck                       | 0                | 0                | 0                | 0                |
| 1968 Grenoble                        | 0                | 0                | 0                | 0                |
| 1972 Sapporo                         | 0                | 0                | 0                | 0                |
| 1976 Innsbruck                       | 0                | 0                | 0                | 0                |
| 1980 Lake Placid                     | 0                | 0                | 0                | 0                |
| 1984 Sarajevo                        | 0                | 0                | 0                | 0                |
| 1988 Calgary                         | 0                | 0                | 0                | 0                |
| 1992 Albertville                     | 2                | 1                | 1                | 4                |
| 1994 Lillehammer                     | 4                | 1                | 1                | 6                |
| 1998 Nagano                          | 3                | 1                | 2                | 6                |
| 2002 Salt Lake City                  | 2                | 2                | 0                | 4                |
| 2006 Torino                          | 6                | 3                | 2                | 11               |
| 2010 Vancouver                       | 6                | 6                | 2                | 14               |
| 2014 Soči                            | 3                | 3                | 2                | 8                |
| 2018 Pyeongchang (nazione ospitante) | 5                | 8                | 4                | 17               |
| 2022 Pechino                         | 2                | 5                | 2                | 9                |
| Totale                               | 33               | 30               | 16               | 79               |